# Ambasciatori sardi in Austria
L'ambasciatore sardo in Austria era il primo rappresentante diplomatico del regno di Sardegna in Austria.
Le relazioni diplomatiche iniziarono ufficialmente nel 1691 e rimasero attive sino al 1859 quando scoppiò la guerra tra regno di Sardegna e Austria. Successivamente alla vittoria sarda nello scontro, il regno di Sardegna venne assorbito nel neonato regno d'Italia e le funzioni di rappresentanza diplomatica passarono all'ambasciatore italiano in Austria.

## Regno di Sardegna
- 1691–1701: Ercole Ludovico Turinetti di Priero

...
- 1711–1713: Pietro de Mellarède
- 1718–1718: Carlo Filippa di Ussolo
- 1718–1720: Giuseppe Gaetano Carron
- 1720–1732: Giuseppe Roberto Solaro di Breglio
- 1732–1737: Antonio Maurizio Solaro
- 1737–1740: Girolamo Luigi Malabaila di Canale

1740–1748: Interruzione delle relazioni diplomatiche per la guerra di successione austriaca
- 1752–1773: Girolamo Luigi Malabaila di Canale
- 1773–1774: Lorenzo Montagnini di Mirabello
- 1774–1777: Filippo Maria Giuseppe Ponte di Scarnafigi
- 1777–1781: Filippo Vivalda
- 1781–1786: Pietro Giuseppe Graneri
- 1786–1794: Luigi Giuseppe Arborio Gattinara di Breme
- 1794–1799: Carlo Amico di Castellalfero
- 1799–1801: Alessandro di Vallesa
- 1803–1812: Giuseppe Alessandro Ganières
- 1812–1815: vacante
- 1815–1822: Gioacchino Alessandro Rossi
- 1822–1834: Carlo Beraudo di Pralormo
- 1834–1835: Ermolao Asinari di San Marzano, Chargé d'affaires
- 1835–1846: Vittorio Amedeo Balbo Bertone di Sambuy
- 1846–1848: Alberto Ricci

1848-1849: Interruzione delle relazioni diplomatiche a causa della prima guerra d'indipendenza italiana
- 1850–1853: Adriano Thaon di Revel
- 1853–1857: Giovanni Cantono di Ceva, Chargé d'affaires
- 1857–1859: Residente a Monaco di Baviera

1859: Interruzione delle relazioni diplomatiche a causa della seconda guerra d'indipendenza italiana. Chiusura dell'ambasciata.